# Protocolo de Cartagena sobre Biossegurança
O Protocolo de Cartagena sobre Biossegurança da Convenção sobre Diversidade Biológica é um acordo internacional sobre biossegurança como complemento da Convenção sobre Diversidade Biológica, que entrou em vigor em 2003. O Protocolo de Biossegurança visa proteger a diversidade biológica dos riscos potenciais de organismos geneticamente modificados resultantes de biotecnologia.
O Protocolo de Biossegurança deixa claro que os produtos das novas tecnologias devem basear-se no princípio da precaução e permitir que os países em desenvolvimento equilibrem a saúde pública com os benefícios econômicos. Permitirá, por exemplo, que os países proibam as importações de organismos geneticamente modificados se acharem que não há provas científicas suficientes de que o produto é seguro e exigem que os exportadores rotulem as remessas que contenham produtos geneticamente alterados, como milho ou algodão.
O Protocolo entrou em vigor em 11 de setembro de 2003, noventa dias após a entrega do 50º instrumento de ratificação. Até junho de 2006, 132 instrumentos de ratificação já haviam sido depositados na Secretaria Geral das Nações Unidas.

## Objetivo
De acordo com a Princípio da precaução contida no Princípio 15 da Declaração do Rio sobre Meio Ambiente e Desenvolvimento, o objetivo do Protocolo é contribuir para assegurar um nível adequado de proteção no campo da transferência, manuseio e uso seguros de " Organismos resultantes da biotecnologia moderna "susceptíveis de ter efeitos negativos na conservação e na uso sustentável da diversidade biológica, tendo também em conta os riscos para a saúde humana e especificamente centrados nos movimentos transfronteiriços (artigo 1.o do Protocolo, SCBD 2000).

## Organismos vivos modificados (Living modified organisms - LMOs)
O protocolo define um organismo vivo modificado como qualquer organismo vivo que possuir uma nova combinação de material genético obtido através do uso da biotecnologia moderna, e organismo vivo significa qualquer entidade biológica capaz de transferir ou replicar material genético, incluindo organismos estéreis, vírus e viroides. Biotecnologia moderna é definido no Protocolo como a aplicação de técnicas in vitro nos ácidos nucléicos, fusão de células além da família taxonômica, que não sejam naturalmente reprodutíveis ou barreiras recombinatórias ou ainda como técnicas não usadas na seleção e reprodução tradicional. Produtos de Organismos vivos modificados são definidas como material processado que são oriundos de organismos vivos modificados, contendo novas combinações detectáveis de material genético replicável obtido através do uso da biotecnologia moderna (um exemplo seria farinha do milho GM). Organismos vivos modificados para o uso direto como alimento ou para processamento (LMO-FFP, do inglês Living modified organism intended for direct use as food or feed, or for processing) são commodities agriculturais de safras GM. Em geral, o termo 'organismo vivo modificado' é equivalente a organismo geneticamente modificado – o Protocolo não faz nenhuma distinção entre os termos e não menciona, em nenhum momento, o termo organismo geneticamente modificado.

## Abordagem de precaução
Um dos resultados da Conferência das Nações Unidas sobre Meio Ambiente e Desenvolvimento (também conhecida como a Cúpula da Terra) realizada no Rio de Janeiro, Brasil, em junho de 1992, foi a adoção da Declaração do Rio sobre Meio Ambiente e Desenvolvimento, que contém 27 princípios Desenvolvimento sustentável. Comumente conhecido como princípio de precaução, o Princípio 15 estabelece que “Para proteger o meio ambiente, a abordagem de precaução deve ser amplamente aplicada pelos Estados de acordo com suas capacidades. Quando houver ameaça de dano grave ou irreversível, a falta de certeza científica absoluta não deve ser utilizada como motivo para o adiamento de medidas eficazes em termos de custos para prevenir a degradação ambiental “.
Os elementos da abordagem de precaução estão refletidos em várias disposições do Protocolo, tais como:
- O preâmbulo, reafirmando "a abordagem de precaução contida no Princípio 15 da Declaração do Rio sobre meio ambiente e desenvolvimento";

- Artigo 1, indicando que o objetivo do Protocolo é " é contribuir para assegurar um nível adequado de proteção no campo da transferência, da manipulação e do uso seguros dos organismos vivos modificados resultantes da biotecnologia moderna que possam ter efeitos adversos na conservação e no uso sustentável da diversidade biológica, levando em conta os riscos para a saúde humana, e enfocando especificamente os movimentos transfronteiriços.";[5]

- O Artigo 10.6 e 11.8, que afirma: "A falta de certeza científica devido à insuficiência de informações e conhecimentos científicos relevantes sobre a extensão dos potenciais efeitos adversos de um OVM na biodiversidade, tendo em conta os riscos para a saúde humana, Tomar uma decisão, consoante o caso, relativamente à importação do OVM em questão, a fim de evitar ou minimizar esses potenciais efeitos adversos. ".[6]

- O Anexo III sobre a avaliação dos riscos, que assinala que "a falta de conhecimento científico ou de consenso científico não deve necessariamente ser interpretada como indicando um determinado nível de risco, uma ausência de risco ou um risco aceitável".[7]

## Aplicação
O Protocolo aplica-se ao movimento transfronteiriço, ao trânsito, ao manuseamento e à utilização de todos os organismos vivos modificados que possam ter efeitos adversos na conservação e na utilização sustentável da diversidade biológica, tendo também em conta os riscos para a saúde humana (artigo 4º do Protocolo SCBD 2000 ).

## Partes e não partes
O órgão dirigente do Protocolo é chamado de ‘Conferência das Partes’ das Nações Unidas, convenção esta que serve de reunião das Partes no Protocolo (também COP-MOP). A principal função deste órgão é rever a implementação do Protocolo e tomar as decisões necessárias para promover o seu funcionamento eficaz. As decisões ao abrigo do Protocolo só podem ser tomadas pelas Partes no Protocolo. As Partes na Convenção que não sejam Partes no Protocolo só poderão participar como observadores nos trabalhos das reuniões da COP-MOP.
O Protocolo aborda as obrigações das Partes em relação aos movimentos transfronteiriços de OVM para e de países não Partes do Protocolo. Os movimentos transfronteiriços entre Partes e não Partes devem ser realizados de forma coerente com o objetivo do Protocolo. As Partes devem encorajar os países que não sejam Partes a aderir ao Protocolo e a contribuir com informações para o Centro de Intercâmbio de Informações sobre Biossegurança.

## Relacionamento com a OMC
Um número de acordos na Organização Mundial do Comércio (OMC), como o Acordo sobre Aplicação de Medidas Sanitárias Fitossanitário (Tratado SPS), o Acordo sobre Barreiras Técnicas para Comércio (Tratado TBT) e o Acordo sobre Aspectos dos Direitos de Propriedade Intelectual Relacionados ao Comércio (TRIPs), contém provisões que são relevantes ao Protocolo. O Protocolo define na sua introdução que as partes:
- Reconhecem que os acordos comerciais e ambientais não devem ser mutualmente detrimentais;
- Enfatizem que o Protocolo não implica uma mudança nos direitos e obrigações sobre qualquer acordo já existente; e
- Entendem que a exposição acima não se aplica para subordinar o Protocolo para outros acordos internacionais.

## Principais características

### Visão geral dos recursos
O Protocolo promove a biossegurança estabelecendo regras e procedimentos para a transferência, manuseio e uso seguros de OVM, com foco específico nos movimentos transfronteiriços de OVMs. Possui um conjunto de procedimentos, incluindo um para os OVM que devem ser intencionalmente introduzidos no ambiente, designado procedimento de acordo prévio fundamentado, e um para OVMs que se destinam a ser utilizados diretamente como alimento humano ou animal ou para processamento. As Partes no Protocolo devem assegurar que os OVMs sejam manuseados, embalados e transportados em condições de segurança. Além disso, a remessa de OVMs sujeitos a movimentos transfronteiriços deve ser acompanhada de documentação apropriada especificando, entre outras coisas, a identidade de OVMs e ponto de contato para mais informações. Esses procedimentos e requisitos visam fornecer às Partes importadoras as informações necessárias para tomar decisões informadas sobre a aceitação ou não das importações de OVMs e sua manipulação de maneira segura.
A Parte de importação toma as suas decisões de acordo com avaliações de riscos cientificamente sólidos. O Protocolo estabelece princípios e metodologias sobre como realizar uma avaliação de riscos. Em caso de insuficiência de informações e conhecimentos científicos relevantes, a Parte de importação pode tomar precauções ao tomar suas decisões na importação. As Partes podem também ter em conta, de acordo com as suas obrigações internacionais, considerações socioeconómicas para a tomada de decisões sobre a importação de OVMs.
As partes devem também adoptar medidas para gerir os riscos identificados pela avaliação de riscos e devem tomar as medidas necessárias em caso de libertação acidental de OVM.
Para facilitar sua implementação, o Protocolo estabelece um Centro de Intercâmbio de Informações sobre Segurança da Biotecnologia para troca de informações e contém uma série de disposições importantes, incluindo capacitação, mecanismo financeiro, procedimentos de conformidade e requisitos para a conscientização e participação do público.

### Procedimentos para o trânsito de OVMs através de fronteiras internacionais

#### Acordo Informado e Avançado
O procedimento do Acordo Informado e Avançado" (AIA) se aplica ao primeiro movimento intencional de OVMs para introdução intencional no ambiente da Parte de importação. Ele inclui quatro componentes: notificação da Parte de exportação ou da exportadora, aviso do recebimento da notificação pela Parte importadora, o processo de decisão e oportunidade de revisão da decisão. O propósito deste procedimento é garantir que os países importadores possuam tanto a oportunidade e a capacidade de verificar os riscos que podem estar associados com o OVM antes de permitir sua importação. A Parte importadora deve indicar os motivos em quais suas decisões foram baseadas (a menos que o consenso seja incondicional). A Parte importadora pode, em qualquer instante, devido a novas informações científicas, rever e alterar uma decisão. A Parte exportadora ou uma notificadora também pode pedir à Parte importadora para rever suas decisões.
Entretanto, o procedimento AIA do Protocolo não se aplica para certas categorias do OVMs:
- OVMs em trânsito;
- OVMs destinados para uso contido;
- OVMs destinados para o uso direto como alimento humano ou animal ou para processamento

Enquanto o procedimento AIA do Protocolo não se aplica a certas categorias de OVMs, as Partes têm o direito de regular a importação de acordo com a sua legislação local. É permitido pelo protocolo também que declarem certos OVMs isentos do procedimento AIA.

#### OVM destinados à alimentação humana ou animal ou processos
Os OVM destinados a uso direto como alimento para consumo humano ou animal ou para processamento (OVMs - FFP) representam uma grande categoria de condimentos agrícolas. O Protocolo, em vez de usar o procedimento AIA, estabelece um procedimento mais simplificado para o movimento transfronteiriço de OVMs-FFP. De acordo com este procedimento, uma Parte deve informar as outras Partes através do Centro de Intercambio de Informações sobre Biossegurança, no prazo de 15 dias, da sua decisão sobre a utilização doméstica de OVM que possam estar sujeitos a movimentos transfronteiriços.
As decisões da Parte de importação sobre se aceitam ou não a importação de OVM-FFP são tomadas no âmbito do seu quadro regulamentar nacional que é consistente com o objectivo do Protocolo. Uma Parte de um país em desenvolvimento ou uma Parte com economia em transição pode, na ausência de um quadro regulamentar nacional, declarar através do Centro de Intercâmbio de Informações sobre Biossegurança que suas decisões sobre a primeira importação de OVMs-FFP serão tomadas de acordo com a avaliação de risco como Estabelecidos no Protocolo e no calendário para a tomada de decisões.

#### Manipulação, transporte, empacotamento e identificação
O Protocolo prevê requisitos práticos que são considerados como contribuindo para a circulação segura de OVMs. As Partes são obrigadas a tomar medidas para o manuseio, embalagem e transporte seguros de OVMs que estão sujeitos a movimentos transfronteiriços. O Protocolo especifica os requisitos de identificação, definindo as informações que devem ser fornecidas na documentação que deve acompanhar as transferências transfronteiriças de OVMs. Também deixa margem para possíveis desenvolvimentos futuros de normas para o manuseio, embalagem, transporte e identificação de OVMs pela reunião das Partes do Protocolo.
Cada Parte é obrigada a tomar medidas para garantir que os OVMs sujeitos a movimentos transfronteiriços intencionais sejam acompanhados de documentação identificando os OVMs e fornecendo os detalhes de contato das pessoas responsáveis por tais movimentos. Os detalhes desses requisitos variam de acordo com o uso pretendido dos OVMs e, no caso de OVMs para alimentos, ração ou para processamento, eles devem ser tratados pelo órgão governante do Protocolo. (Artigo 18 do Protocolo, SCBD 2000).
A primeira reunião das Partes aprovou decisões que definem requisitos de identificação para diferentes categorias de OVMs (Decisão BS-I / 6, SCBD 2004). No entanto, a segunda reunião das Partes não conseguiu chegar a um acordo sobre os requisitos pormenorizados para identificar os OVM destinados a utilização directa como alimento para consumo humano ou animal ou para transformação e terá de reconsiderar esta questão na sua terceira reunião, em Março de 2006.

#### Centro de Intercâmbio de Informações sobre Biossegurança
O Protocolo criou um Centro de Intercâmbio de Informações sobre Segurança Biológica (Biosafety Clearing-House - BCH), a fim de facilitar o intercâmbio de informações científicas, técnicas, ambientais e jurídicas sobre os organismos vivos modificados e sua experiência com eles; E para ajudar as Partes a implementar o Protocolo (Artigo 20 do Protocolo, SCBD 2000). Foi estabelecido de forma faseada e a primeira reunião das Partes aprovou a transição da fase-piloto para a fase plenamente operacional e adoptou modalidades para as suas operações (Decisão BS-I / 3, SCBD 2004).
1. ↑  Primeira assinatura: Quênia
2. 1 2 3 4  Glossário
3. ↑  20 questões sobre biotecnologia da OMS
4. 1 2
5. ↑   http://www.planalto.gov.br/ccivil_03/_Ato2004-2006/2006/Decreto/D5705.htm
6. ↑  [http://www.mma.gov.br/biodiversidade/conven%C3%A7%C3%A3o-da-diversidade-biol%C3%B3gica/protocolo-de-cartagena-sobre-biosseguranca
7. 1 2 3  http://www.planalto.gov.br/ccivil_03/_Ato2004-2006/2006/Decreto/D5705.htm
8. ↑  http://www.mma.gov.br/biodiversidade/conven%C3%A7%C3%A3o-da-diversidade-biol%C3%B3gica/protocolo-de-cartagena-sobre-biosseguranca